# Qualificazioni al campionato mondiale femminile di calcio 2023 - Play-off
Gli ultimi tre posti al campionato mondiale femminile di calcio 2023 sono stati decisi attraverso un torneo a play-off con dieci squadre partecipanti. Si è disputato dal 18 al 23 febbraio 2023. Il torneo è stato utilizzato come evento di prova per la Nuova Zelanda da ospitare prima della rassegna iridata. La Nuova Zelanda e l'Argentina hanno partecipato a partite amichevoli assieme alle squadre del gruppo A e del gruppo B, garantendo così che tutte le squadre giochino almeno due partite del torneo.
Le squadre vincitrici di ciascun raggruppamento, ossia il Portogallo per il gruppo A, Haiti per il gruppo B e Panama per il gruppo C, si sono qualificate alla fase finale del campionato mondiale.

## Formato
Al torneo prendono parte 10 squadre nazionali appartenenti alle sei federazioni continentali, secondo la seguente distribuzione:
- AFC (Asia): 2 squadre,
- CAF (Africa): 2 squadre,
- CONCACAF (Centro e Nord America, Caraibi): 2 squadre,
- CONMEBOL (Sud America): 2 squadre,
- OFC (Oceania): 1 squadra,
- UEFA (Europa): 1 squadra.

Le squadre sono inserite in tre gruppi, due da tre squadre e uno da quattro. Le tre squadre vincitrici dei tre raggruppamenti accedono alla fase finale del campionato mondiale.

## Squadre partecipanti
| Confederazione | Qualificata in quanto                                             | Squadre partecipanti |
| -------------- | ----------------------------------------------------------------- | -------------------- |
| AFC            | Secondo posto nel ripescaggio alla Coppa d'Asia 2022              | Taipei cinese        |
| AFC            | Terzo posto nel ripescaggio alla Coppa d'Asia 2022                | Thailandia           |
| CAF            | Vincitrice del ripescaggio alla Coppa delle nazioni africane 2022 | Senegal              |
| CAF            | Vincitrice del ripescaggio alla Coppa delle nazioni africane 2022 | Camerun              |
| CONCACAF       | Terzo posto nel gruppo A del campionato CONCACAF 2022             | Haiti                |
| CONCACAF       | Terzo posto nel gruppo B del campionato CONCACAF 2022             | Panama               |
| CONMEBOL       | Quinto posto alla Copa América 2022                               | Cile                 |
| CONMEBOL       | Quarto posto alla Copa América 2022                               | Paraguay             |
| OFC            | Vincitrice della Coppa delle nazioni oceaniane                    | Papua Nuova Guinea   |
| UEFA           | Terzo posto nei play-off delle qualificazioni UEFA                | Portogallo           |

## Stadi
Le due sedi del torneo sono state confermate dalla FIFA il 4 luglio 2022.
| Hamilton         | Hamilton Auckland | Auckland              |
| ---------------- | ----------------- | --------------------- |
| Waikato Stadium  | Hamilton Auckland | North Harbour Stadium |
| Capacità: 25 800 | Hamilton Auckland | Capacità: 22 000      |
|                  | Hamilton Auckland |                       |

## Fasce
Il sorteggio dei play-off si è tenuto a Zurigo, in Svizzera, il 14 ottobre 2022. Nel sorteggio le quattro squadre meglio posizionate nella classifica mondiale femminile della FIFA al 13 ottobre 2022, con un massimo di una testa di serie per confederazione, sono state inserite nell'urna delle teste di serie. Squadre della stessa confederazione non potevano essere sorteggiate nello stesso gruppo. La squadra con il punteggio più alto è stata automaticamente assegnata al gruppo A, la seconda squadra con il punteggio più alto è stata assegnata al gruppo B, mentre le altre due squadre sono state assegnate al gruppo C.
| Nazionale               | Rank. |
| ----------------------- | ----- |
| Portogallo (A1)         | 23    |
| Cile (B1)               | 38    |
| Taipei cinese (C1)      | 40    |
| Papua Nuova Guinea (C2) | 50    |

| Nazionale  | Rank. |
| ---------- | ----- |
| Thailandia | 41    |
| Paraguay   | 51    |
| Haiti      | 56    |
| Panama     | 57    |
| Camerun    | 58    |
| Senegal    | 84    |

## Partite

### Gruppo A
|  | Semifinale | Semifinale | Semifinale |         |   | Finale     | Finale     | Finale |  |
|  |            |            |            |         |   |            |            |        |  |
|  |            |            |            |         |   | Portogallo | Portogallo | 2      |  |
|  |            |            |            |         |   | Portogallo | Portogallo | 2      |  |
|  |            |            | Camerun    | Camerun | 1 |            |            |        |  |
|  | Camerun    | Camerun    | Camerun    | Camerun | 1 | 2          |            |        |  |
|  | Camerun    | Camerun    |            |         |   |            |            |        |  |
|  | Thailandia | Thailandia | 0          |         |   |            |            |        |  |

#### Semifinale
| Arbitro: | Melissa Borjas |

|                  |           |  |
| Onguéné 79’, 82’ | Marcatori |  |

#### Finale
| Arbitro: | Casey Reibelt |

|                                 |           |            |
| Gomes 22’ C. Costa 90+4’ (rig.) | Marcatori | 89’ Nchout |

### Gruppo B
|  | Semifinale | Semifinale | Semifinale |       |   | Finale | Finale | Finale |  |
|  |            |            |            |       |   |        |        |        |  |
|  |            |            |            |       |   | Cile   | Cile   | 1      |  |
|  |            |            |            |       |   | Cile   | Cile   | 1      |  |
|  |            |            | Haiti      | Haiti | 2 |        |        |        |  |
|  | Senegal    | Senegal    | Haiti      | Haiti | 2 | 0      |        |        |  |
|  | Senegal    | Senegal    |            |       |   |        |        |        |  |
|  | Haiti      | Haiti      | 4          |       |   |        |        |        |  |

#### Semifinale
| Arbitro: | Kateryna Monzul' |

|  |           |                                             |
|  | Marcatori | 45’ K. Louis 55’ Mondésir 64’, 66’ Borgella |

#### Finale
| Arbitro: | Salima Mukansanga |

|              |           |                       |
| Rojas 90+11’ | Marcatori | 45+1’, 90+8’ Dumornay |

### Gruppo C
|  | Semifinali         | Semifinali         | Semifinali |        |          | Finale   | Finale | Finale |  |
|  |                    |                    |            |        |          |          |        |        |  |
|  | Taipei cinese      | Taipei cinese      | 2 (2)      |        |          |          |        |        |  |
|  | Taipei cinese      | Taipei cinese      | 2 (2)      |        |          |          |        |        |  |
|  | Paraguay (dtr)     | Paraguay (dtr)     | 2 (4)      |        |          |          |        |        |  |
|  | Paraguay (dtr)     | Paraguay (dtr)     | 2 (4)      |        | Paraguay | Paraguay | 0      |        |  |
|  |                    |                    |            |        | Paraguay | Paraguay | 0      |        |  |
|  |                    |                    | Panama     | Panama | 1        |          |        |        |  |
|  | Papua Nuova Guinea | Papua Nuova Guinea | Panama     | Panama | 1        | 0        |        |        |  |
|  | Papua Nuova Guinea | Papua Nuova Guinea |            |        |          |          |        |        |  |
|  | Panama             | Panama             | 2          |        |          |          |        |        |  |

#### Semifinali
| Arbitro: | Salima Mukansanga |

|                                                       |                      |                                     |
| Lai Li-chin 21’ Su Sin-yun 75’                        | Marcatori            | 80’ Quintana 81’ Chamorro           |
| Lai Li-chin Zhuo Li-ping Lee Hsiu-chin Pao Hsin-hsuan | Tiri di rigore 2 – 4 | Quintana Gauto M. Martínez Chamorro |

| Arbitro: | Casey Reibelt |

|  |           |                    |
|  | Marcatori | 12’ Cox 63’ Tanner |

#### Finale
| Arbitro: | Kateryna Monzul' |

|  |           |            |
|  | Marcatori | 75’ Cedeño |

## Statistiche

### Classifica marcatrici
2 reti
- Gabrielle Onguéné
- Roselord Borgella
- Melchie Dumornay

1 rete
- Ajara Nchout
- María José Rojas
- Kethna Louis
- Nérilia Mondésir
- Lineth Cedeño
- Marta Cox
- Riley Tanner
- Lice Chamorro
- Dulce Quintana
- Carole Costa (1 rig.)
- Diana Gomes
- Lai Li-chin
- Su Sin-yun